# Пјане Поца (Рим)
Пјане Поца је насеље у Италији у округу Рим, региону Лацио.
Према процени из 2011. у насељу је живело 182 становника. Насеље се налази на надморској висини од 179 м.